# Raven-Symoné
Raven-Symoné Christina Pearman, professionellt känd under artistnamnen Raven-Symoné eller bara Raven, född 10 december 1985 i Atlanta, Georgia, är en amerikansk skådespelare, sångare och låtskrivare.
Raven-Symoné föddes i Atlanta i Georgia men växte huvudsakligen upp i Queens, New York.
Raven är även känd för TV-serien That's so Raven som gick på Disney Channel från 2003 till 2007. Raven gifte sig med Miranda Pearman-Maday den 16/6 2020.

## Filmografi (urval)
| År        | Titel                                           | Roll                | Noter                                                                                 |
| --------- | ----------------------------------------------- | ------------------- | ------------------------------------------------------------------------------------- |
| 1989–1992 | The Cosby Show                                  | Olivia Kendall      | 63 avsnitt                                                                            |
| 1989      | Dotter på vift                                  |                     |                                                                                       |
| 1990      | ABC TGIF                                        | Nicole              |                                                                                       |
| 1992      | Fresh Prince i Bel Air                          | Claudia             | 1 avsnitt                                                                             |
| 1993–1997 | I Coopers klass                                 |                     |                                                                                       |
| 1993      | Alex Haley's Queen                              |                     |                                                                                       |
| 1993      | Blindsided                                      |                     |                                                                                       |
| 1994      | The Little Rascals                              | Stymies flickvän    |                                                                                       |
| 1997–2000 | Happily Ever After: Fairy Tales for Every Child |                     | 2 avsnitt                                                                             |
| 1998      | Dr. Dolittle                                    | Charisse Dolittle   |                                                                                       |
| 1999      | Zenon: Girl of the 21st Century                 | Nebula Wade         |                                                                                       |
| 2001      | Dr. Dolittle 2                                  | Charisse Dolittle   |                                                                                       |
| 2001      | My Wife and Kids                                | Charmaine           | 2 avsnitt                                                                             |
| 2001      | The Proud Family                                | Stephanie           | 1 avsnitt                                                                             |
| 2002–2007 | Kim Possible                                    | Monique             | 27 avsnitt                                                                            |
| 2003      | The Cheetah Girls                               |                     |                                                                                       |
| 2003–2007 | That's So Raven                                 | Raven Baxter        | 101 avsnitt                                                                           |
| 2004      | En prinsessas dagbok 2 - kungligt uppdrag       |                     |                                                                                       |
| 2004      | Fillmore!                                       | Alexandria Quarry   | 2 avsnitt                                                                             |
| 2004      | Fat Albert                                      | Danielle            | Röst                                                                                  |
| 2004      | Zenon Z3                                        | Nebula Wade         |                                                                                       |
| 2005      | Higglytown Heroes                               |                     | 1 avsnitt                                                                             |
| 2005      | All-American Girl                               |                     |                                                                                       |
| 2006      | The Cheetah Girls 2                             |                     |                                                                                       |
| 2006      | Yankee Irving                                   |                     |                                                                                       |
| 2006      | The Suite Life of Zack and Cody                 | Raven Baxter        | 1 avsnitt                                                                             |
| 2006      | Everyone's Hero                                 | Marti Brewster      |                                                                                       |
| 2006      | For One Night                                   | Brianna McCallister |                                                                                       |
| 2006      | That's So Suite Life of Hannah Montana          |                     | Sammanslagning av The Suite Life of Zack and Cody, Hannah Montana och That's So Raven |
| 2007      | Double Dutch                                    |                     |                                                                                       |
| 2008      | Tinker Bell                                     | Iridessa            |                                                                                       |
| 2008      | American Dad!                                   | Katie               | 2 avsnitt                                                                             |
| 2008      | College Road Trip                               |                     |                                                                                       |
| 2015      | Black-ish                                       |                     | TV-serie                                                                              |
| 2016      | K.C. Undercover                                 | Sig själv           | TV-serie                                                                              |

## Utmärkelser
- 1991 - Young Artist Award - Exceptional Performance by a Young Actress Under Nine för The Cosby Show
- 2004 - Kids' Choice Awards - Blimp Award - Favorite Television Actress för That's So Raven
- 2004 - Image Award - Outstanding Performance in a Youth/Children's Program för That's So Raven
- 2005 - Young Artist Award - Outstanding Young Performers in a TV Series för That's So Raven
- 2005 - Kids' Choice Awards - Blimp Award - Favorite TV Actress för That's so Raven
- 2005 - Image Award - Outstanding Performance in a Youth/Children's Series/Special för That's So Raven

## Diskografi (urval)
Studioalbum
- Here's to New Dreams (1993)
- Undeniable (1999)
- This Is My Time (2004)
- Raven-Symoné (2008)

Soundtrack-album
- The Cheetah Girls (2003)
- That's So Raven (2004)
- That's So Raven Too! (2006)
- The Cheetah Girls 2 (2006)